# Comté de Clallam
Le comté de Clallam (en anglais : Clallam County) est un comté de l'État américain de Washington. Il est situé dans le nord de la péninsule Olympique, au sud du détroit de Juan de Fuca et à l'est de l'océan Pacifique. Son siège est Port Angeles. Selon le recensement de 2010, sa population est de 71 404 habitants.

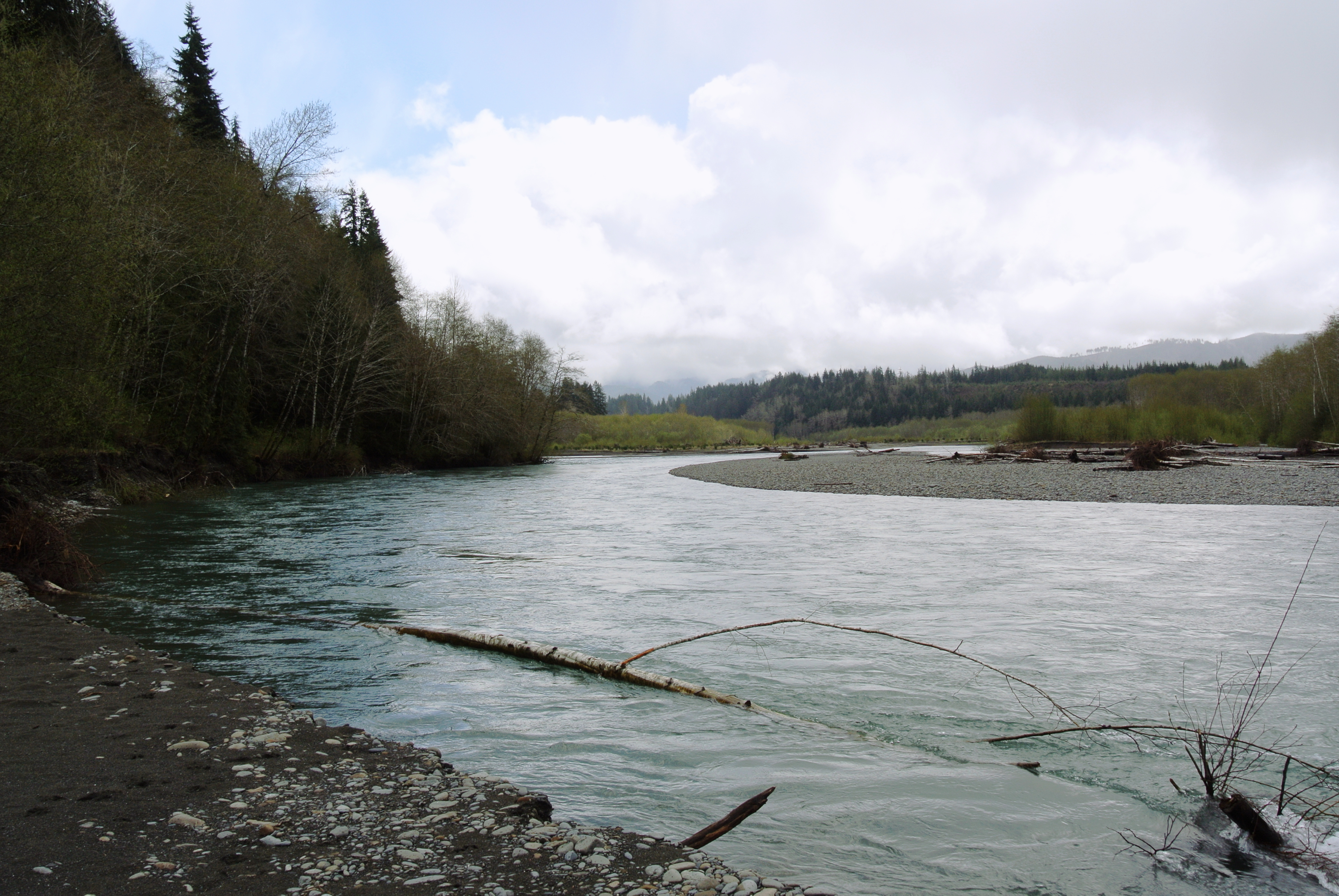
Hoh River
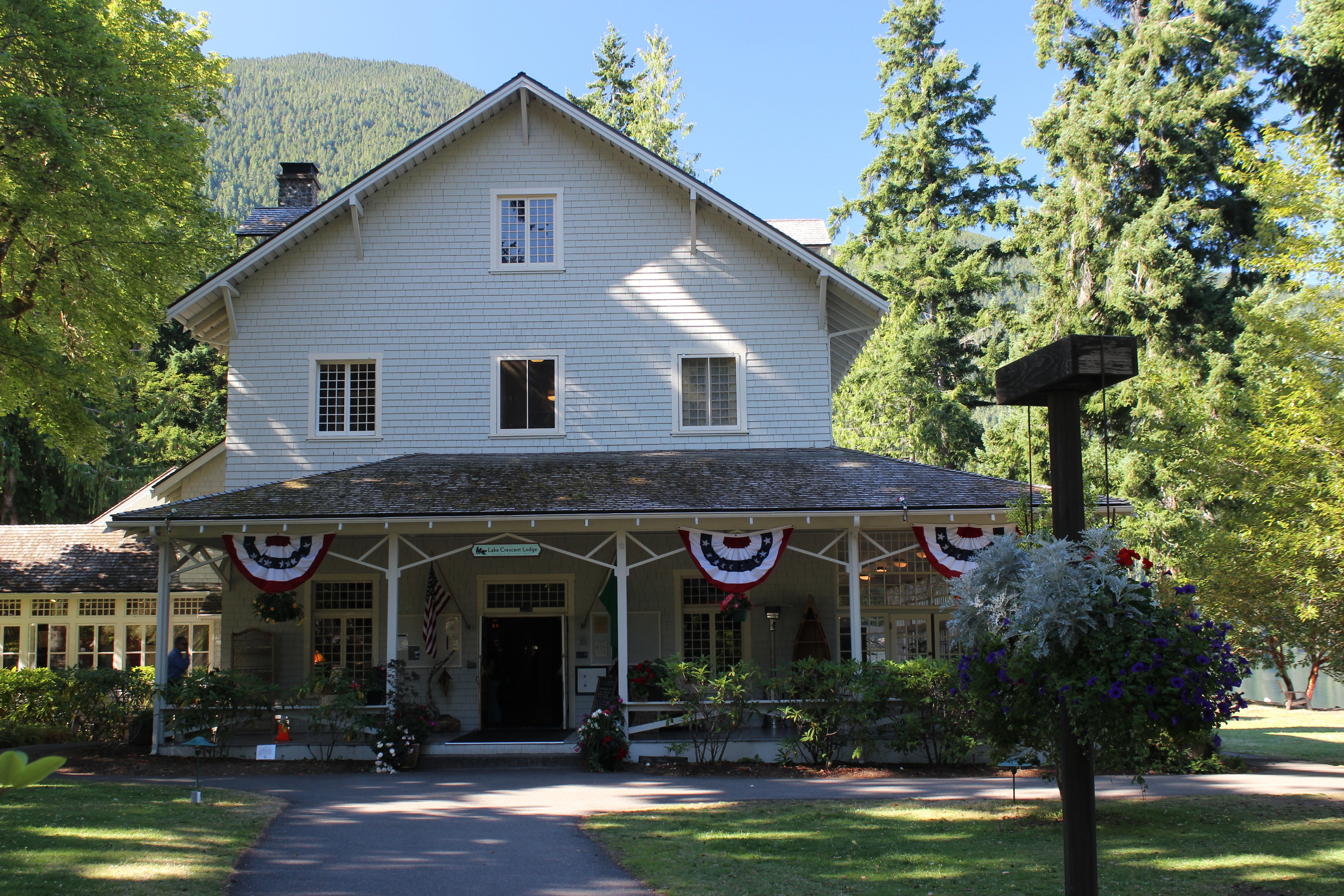
Lake Crescent Lodge, au bord du Lac Crescent.
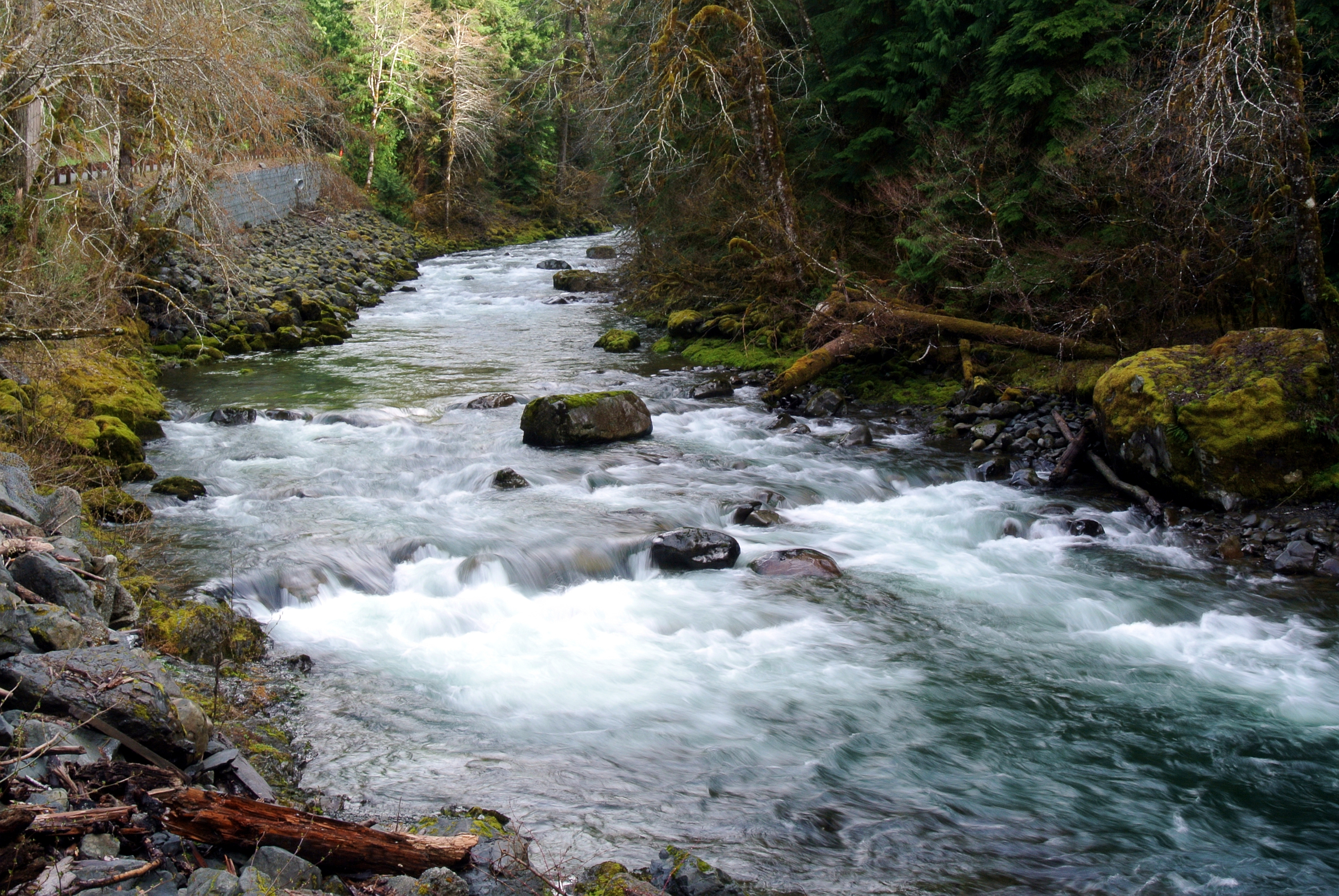
Sol Duc River
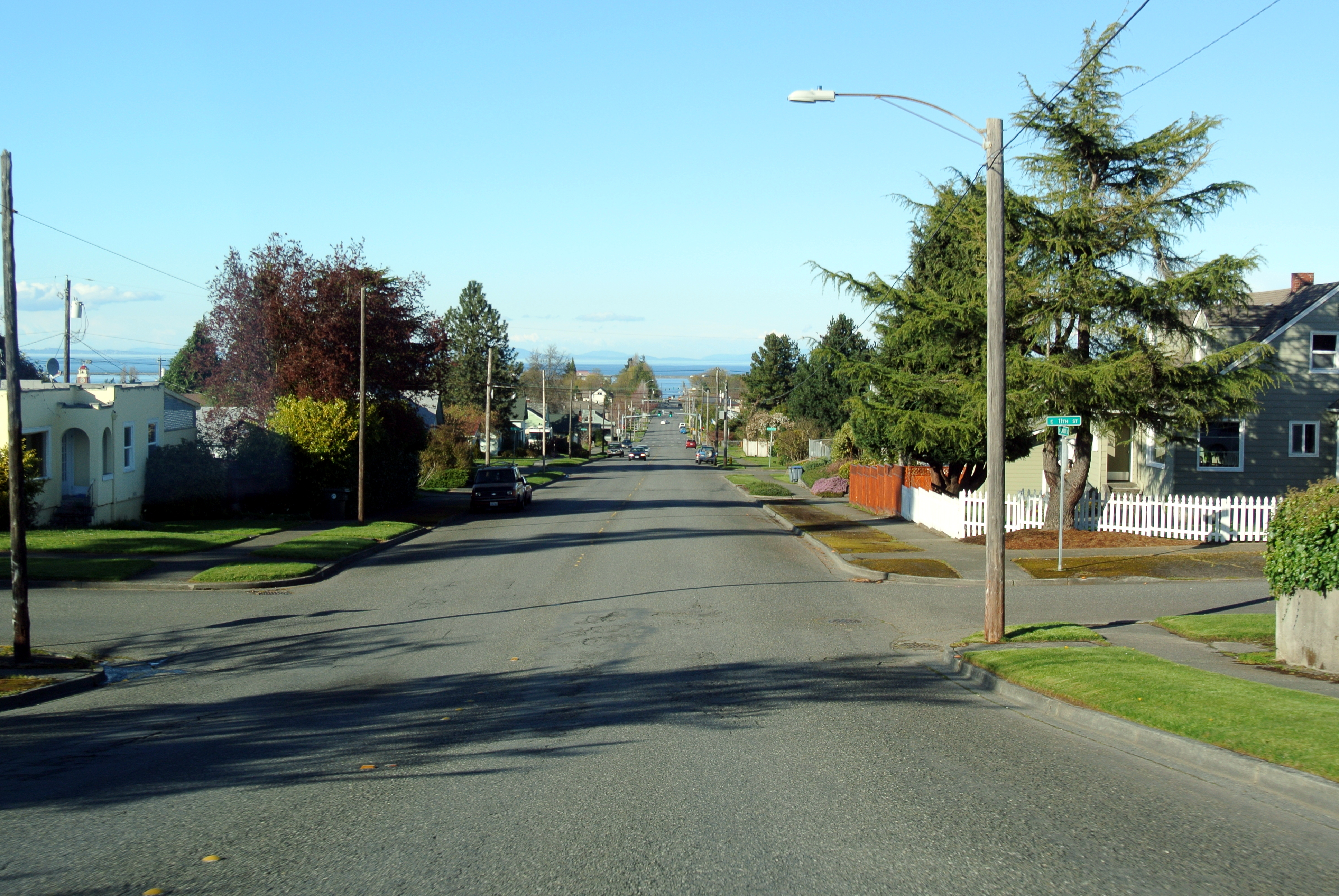
Rue à Port Angeles, Détroit de Juan de Fuca et Île de Vancouver à l'arrière-plan
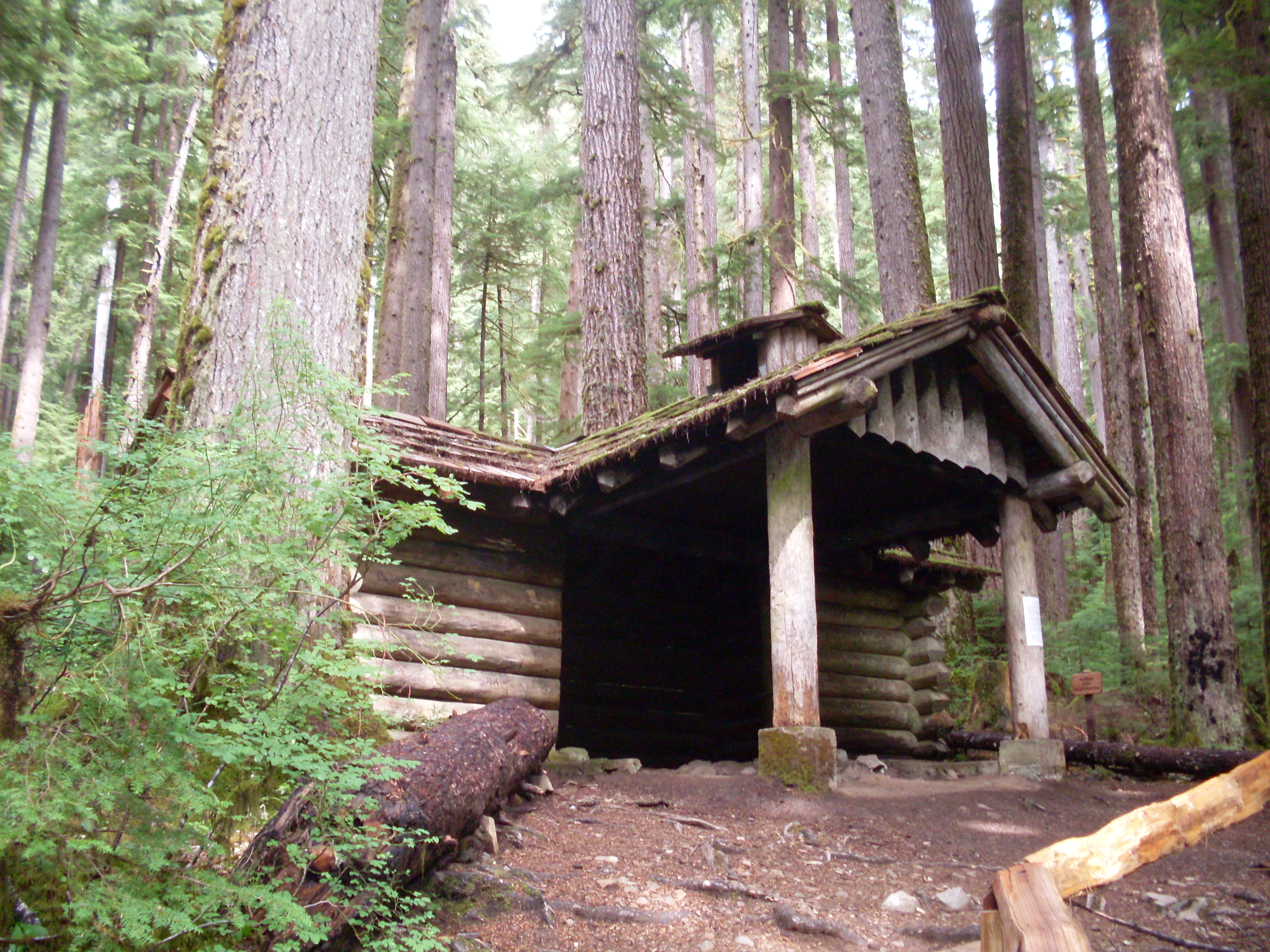
L'abri Canyon Creek
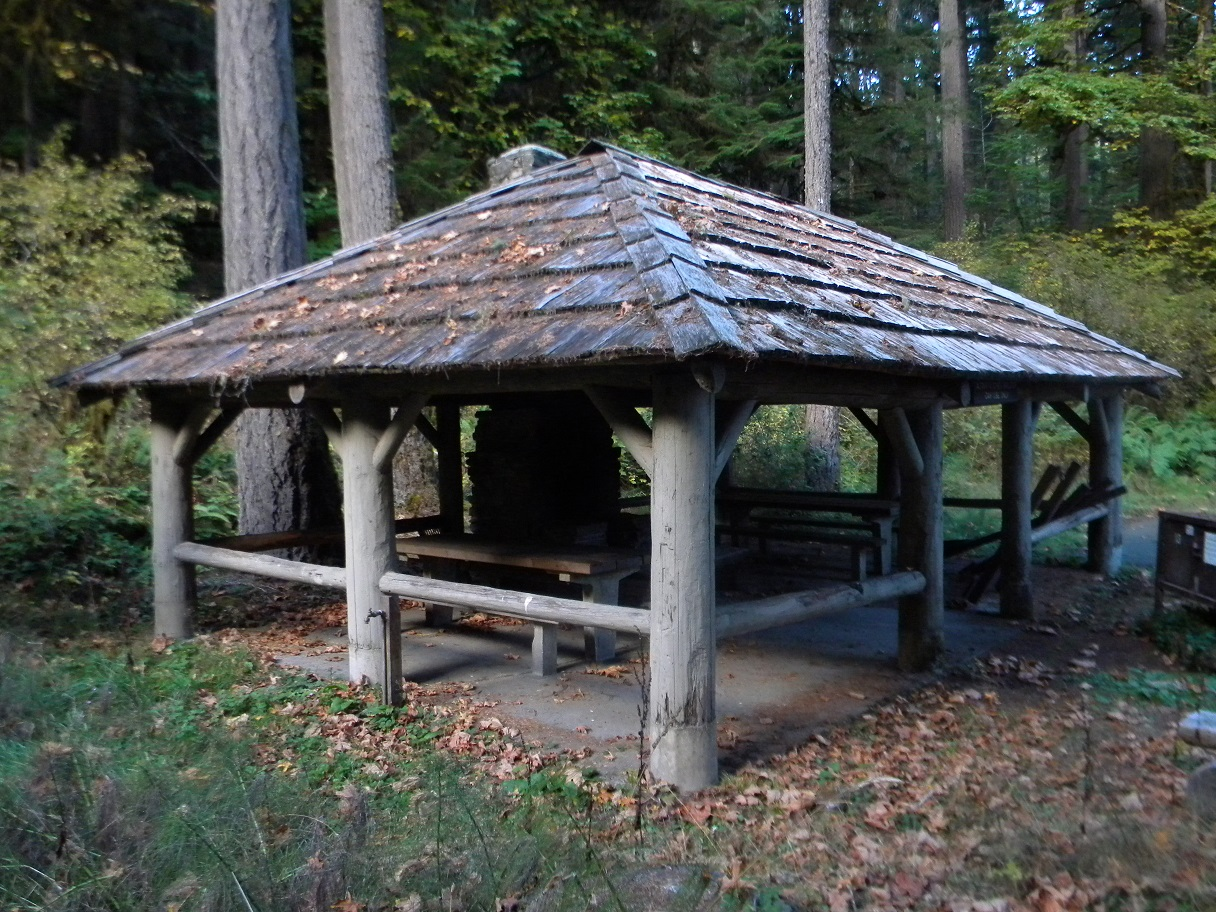
L'Altair Campground Community Kitchen.
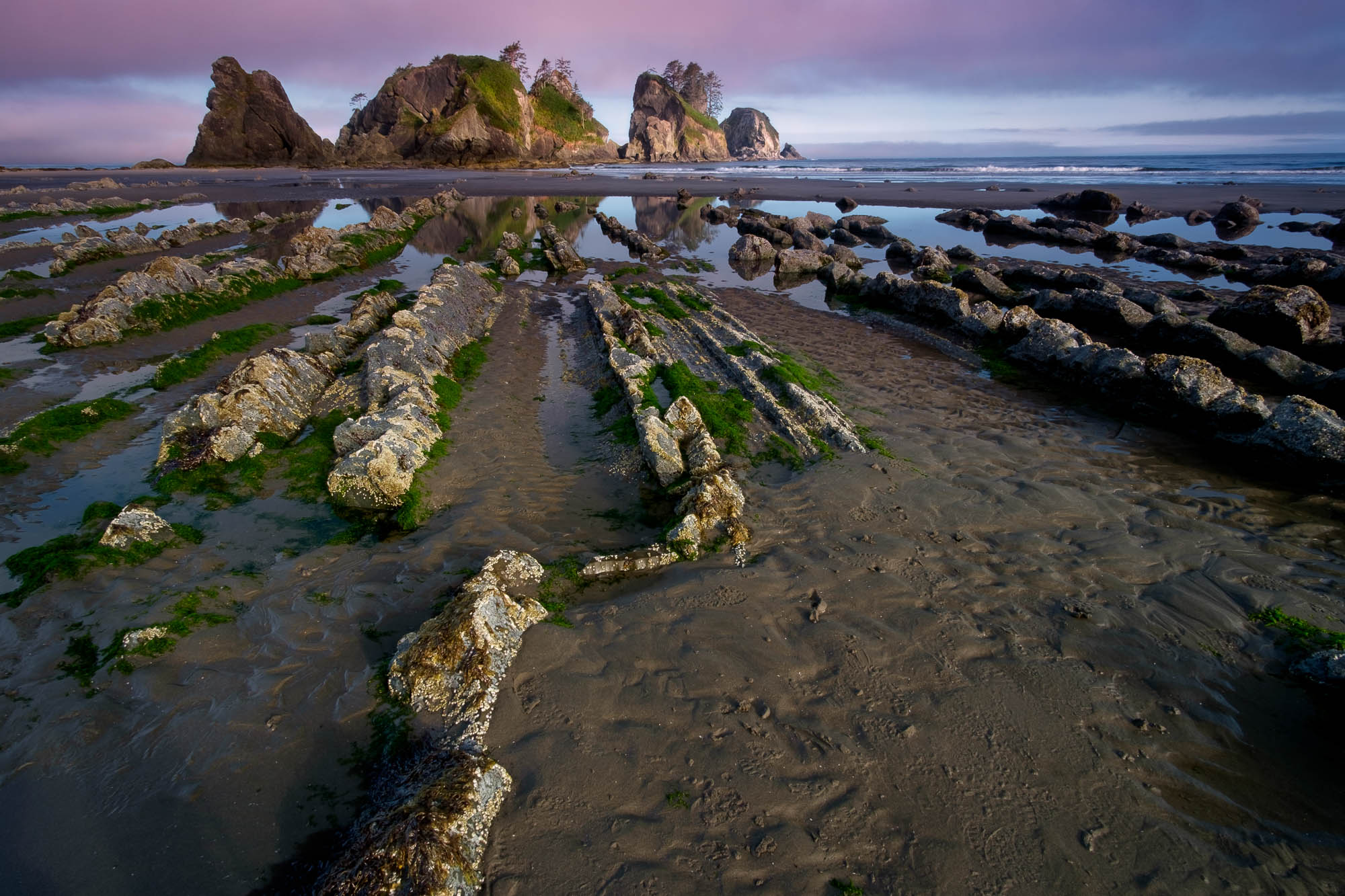
Le Point of Arches, cap sur l'Océan Pacifique, classé National Natural Landmark.

## Géolocalisation
|  |                    |  |
|  | Comté de Clallam   |  |
|  | Comté de Jefferson |  |